# Endasys arizonae
Endasys arizonae là một loài tò vò trong họ Ichneumonidae.